# ديفيد لوكاس (ملحن)
ديفيد لوكاس (بالإنجليزية: David Lucas)‏ هو ملحن ومنتج أسطوانات أمريكي، ولد في 21 أبريل 1937 في بوفالو في الولايات المتحدة.

## وصلات خارجية
- دايفيد لوكاس على موقع IMDb (الإنجليزية)